# Agathirsia tiro
Agathirsia tiro är en stekelart som beskrevs av Pucci och Michael J. Sharkey 2004. Agathirsia tiro ingår i släktet Agathirsia och familjen bracksteklar. Inga underarter finns listade i Catalogue of Life.